# Polittico della Natività (Bussolo)
Il polittico della Natività è un'opera lignea realizzata da Pietro Bussolo composta da più elementi ed esposta presso la chiesa di San Giorgio di Grosio nella cappella dedicata alla Vergine.

## Storia
Il Bussolo venne a Bergamo nel 1490 fermandosi fino al 1499 quando si trasferì a Salò a realizzare l'ancona per il duomo. A Bergamo era giunto dopo aver lavorato nella Chiesa di Santa Maria presso San Satiro dove aveva studiato il Compianto di Agostino Fonduli e subito si affermò come scultore lavorando nella Cappella Colleoni dove poté avvicinarsi all'innovativo impianto composto da nuove rielaborazioni e tematiche di Giovanni Antonio Amadeo, nonché ai grandi affreschi del Bramante sulla facciata del palazzo del Podestà. E proprio grazie a queste sue nuove conoscenze si trovò a realizzare il polittico per la piccola chiesa di Grosio in Valtellina..
Il polittico era stato commissionato per l'altare laterale a destra del presbiterio dedicato alla Madonna, e è stato considerato fino alla fine del XX secolo opera di Andrea De Passeri, ma gli studi eseguiti sull'artista milanese e le analisi critiche, hanno stabilito che il De Passeris ha sicuramente eseguito la parte pittorica mentre l'artista milanese la parte scultorea..

## Descrizione

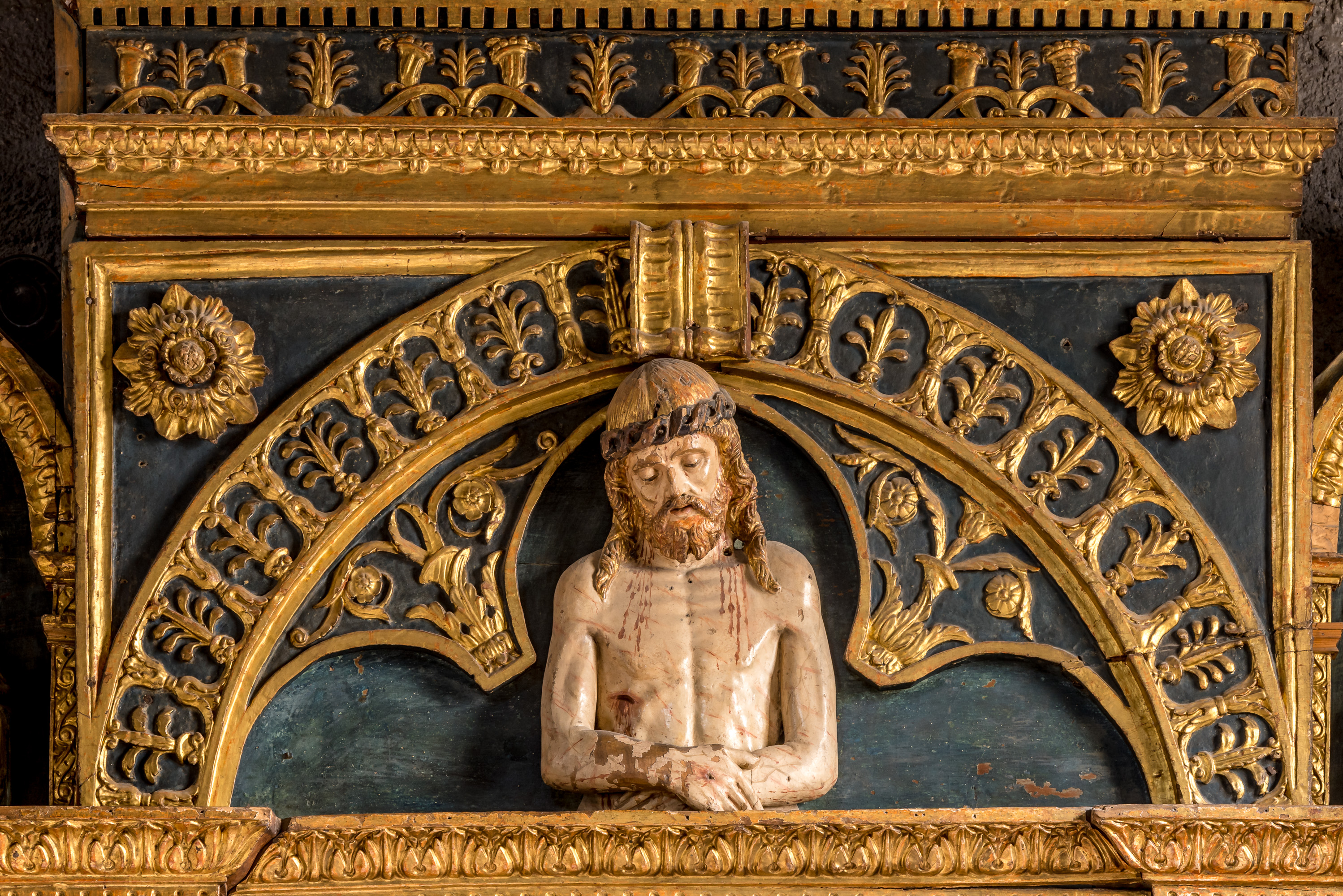
Ancona della Natività-dettaglio

Il polittico è esposto sopra l'altare della cappella a destra del presbiterio chiusa da una cancellata seicentesca, ed è composto su tre livelli. 

Il livello inferiore ha nella nicchia centrale la scena dell'adorazione di Gesù in fasce di Maria e Giuseppe. Il Bambino è posto nella mangiatoia. La scena è completata da due angeli, il bue e l'asino, ed è inserita in uno sfondo alpino, con monti e animali al pascolo. Separate da pilastrini ornate a candelabre, vi sono a destra la statua di san Giorgio nell'atto di uccidere il drago e a sinistra sant'Antonio abate.
Il livello superiore presenta tre nicchie di misura inferiore con a sinistra la piccola statua a mezzo busto di san Gregorio Magno, centrale 'Imago pietatis che sporge leggermente dall'arco intagliato in cui è posizionato, e a destra la statua sempre a mezzo busto di san Giacomo.
L'ancona termina con una cimasa composta dal timpano dove vi è la rappresentazione di Dio benedicente.
Sulla trabeazione posta tra i due livelli vi è leggibile la scritta 1494 die 8 marti Andrea Passeris, questa informazione ha portato a non comprendere che era riferita unicamente alla pittura dell'opera ma non alla sua esecuzione. Il polittico termina con una predella sempre scultorea composta da tredici piccole parti ad arco dove sono inserite le raffigurazioni dei dodici apostoli con l'immagine centrale di Cristo nell'atto di benedire il pane. 
Nell'ancona l'artista ripropone quanto aveva saputo cogliere dagli artisti milanesi che aveva incontrato.